# René Marchand
René Marchand was een Belgisch gewichtheffer.

## Levensloop
Marchand nam deel aan de Olympische Zomerspelen van 1920 te Antwerpen. Hij werd er zevende in de gewichtsklasse van de middengewichten (≤75kg).